# سانرایز آدامز
سانرایز آدامز (انگلیسی: Sunrise Adams؛ زاده ۱۴ سپتامبر ۱۹۸۲) بازیگر پورنوگرافی اهل ایالات متحده آمریکا است. او پس از آغاز به کار در سال ۲۰۰۱ جوایز متعددی برای کار خود در صنعت پورنو به دست آورد. او یک سال بعد با شرکت ویوید اینترتینمنت قرارداد بست.